# Пошехонская старина
Об экранизации книги см. Пошехонская старина (фильм)
«Пошехо́нская старина́. Житие Никанора Затрапезного, пошехонского дворянина» — роман Михаила Салтыкова-Щедрина, написанный в 1887—1889 годах; его последнее произведение, законченное незадолго до смерти.
Повествует о детстве пошехонского дворянина Никанора Затрапезного в эпоху крепостного права. Автор планировал написать и продолжение, рассказывающее о взрослении Затрапезного, однако смерть в 1889 году помешала ему осуществить замысел.

## История создания и публикации
Замысел произведения, судя по всему, Салтыков вынашивал ещё с начала 1880-х годов. Об этом говорит примечание, оставленное в «Современной идиллии», предыдущем романе писателя: «Я еще застал весёлую помещичью жизнь, и помню ее довольно живо <…>. И в нашем, сравнительно угрюмом, Калязянском уезде прорывались весёлые центры <…>. Когда-нибудь я надеюсь возобновить в своей памяти подробности этой недавней старины…»
Над написанием «Пошехонской старины» Салтыков-Щедрин работал беспрерывно, и она была закончена в январе 1889 года.
Роман публиковался в журнале «Вестник Европы» с начала до осени 1887 года; последние две главы увидели свет весной 1889 года. До революции произведение публиковалось с подзаголовком «Жизнь и приключения Никанора Затрапезного» по цензурным причинам.

## Анализ

### Автобиографические мотивы
Повествование ведётся от имени вымышленного персонажа Никанора Затрапезного, представителя старинного пошехонского дворянского рода. Роман начинается с авторского примечания:

Прошу читателя не принимать Пошехонья буквально. Я разумею под этим названием вообще местность, аборигены которой, по меткому выражению русских присловий, в трех соснах заблудиться способны. Прошу также не смешивать мою личность с личностью Затрапезного, от имени которого ведется рассказ. Автобиографического элемента в моем настоящем труде очень мало; он представляет собой, просто-напросто, свод жизненных наблюдений, где чужое перемешано с своим, а в то же время дано место и вымыслу.

У «Пошехонской старины» есть подзаголовок «Житие Никанора Затрапезного, пошехонского дворянина».
Тем не менее сходство многого из сообщаемого о Затрапезном с несомненными фактами из жизни самого Салтыкова-Щедрина позволяет предполагать, что «Пошехонская старина» имеет отчасти автобиографический характер и основана на воспоминаниях о детстве, проведённом автором в селе Заозерье, и о юности в имении Спас-Угол.

### Тема крепостничества
Основная социальная тема «Пошехонской старины» — крепостничество. В этом произведении, с несколькими изменениями, используется ряд литературных образов и рассказы из циклов, написанных годами ранее. Пример — «Сатир в прозе», «Госпожа Падейкина». Цикл «Пошехонские рассказы» также связан с «Пошехонской стариной». Но больше всего общего у этого произведения с произведением «Господа Головлёвы».
В «Пошехонской старине» автор пишет про основы крепостничества, делает акцент на создании психологии дворян времён крепостного права.
Книга условно разделена на две части. В первой содержатся образы помещиков, а во второй — образы крестьян, в основном дворовых. Автор описывает жизнь среднепоместного и мелкопоместного дворянства. Анна Павловна Затрапезная представляет собой образ властной барыни. В произведении Щедрина в основном фигурируют дворовые крестьяне, потому что именно они сильно испытали на себе всю силу крепостничества. Ключница Акулина представляет собой человека, главная цель жизни которого — служить барыне. Староста Федот, хотя умнее и образованнее Акулины, также предстаёт в образе убеждённого слуги.
В то время как одни критики рассматривали «Пошехонскую старину» в качестве правдивого описания крепостной жизни того периода, другие часто критиковали ее за «однобокость» изображения крепостного быта.

## Экранизации
- Телеспектакль «В крепостной деревне» (Главная редакция научно-популярных и образовательных программ, 1971, СССР)[11]
- Фильм «Пошехонская старина» (1975, СССР)
- Радиопостановка «Пошехонская старина». Текст читает Вячеслав Невинный (1990, СССР)[12]